# 융강 (흉노)
융강(隆彊, ? ~ ?)은 전한 중기의 제후이다.

## 생애
본래 흉노의 왕으로, 전한에 항복하여 경제 중3년(기원전 148년) 주후(逎侯)에 봉해졌다.
사후 아들 칙이 작위를 이었다.

## 출전
- 사마천, 《사기》 권19 혜경간후자연표
- 반고, 《한서》 권17 경무소선원성공신표